# Petroica macrocephala
La petroica carbonera (Petroica macrocephala) es una especie de ave paseriforme de la familia Petroicidae, endémica de Nueva Zelanda. Es una especie forestal, con predilección por los bosques maduros, sobre todo de hayas.

## Taxonomía
Tiene descritas cinco subespecies:
- P. m. chathamensis Fleming,CA, 1950 - Islas Chatham
- P. m. dannefaerdi (Rothschild, 1894) - Islas Snares
- P. m. macrocephala (Gmelin, 1789) - Isla Sur e isla Stewart
- P. m. marrineri (Mathews & Iredale, 1913) - Islas Auckland
- P. m. toitoi (Lesson, 1828) - Isla Norte y las pequeñas islas de su costa.

## Descripción
Es un pájaro pequeño, de unos 13 cm de largo y 11 g de peso. Las subespecies difieren ligeramente en tamaño y color; y presenta un dimorfismo sexual no muy acusado. Presenta una característica mancha blanca en la frente. Los machos son blancos y negros, aunque la subespecie P. m. dannefaerdi, de las islas Snares, es completamente negra y no tiene el parche blanco de la frente; las subespecies de las islas Sur, Chatham y Auckland son parecidas, y tienen el pecho con leves matices amarillentos y anaranjados. Las hembras tienen un plumaje pardusco con pequeñas variaciones según la subespecie, excepto la de las islas Snares que es negra por completo.

## Comportamiento
Son insectívoros. Permanecen en su territorio todo el año y por lo general siguen con la misma pareja año tras año. Crían de septiembre a junio, y cada pareja saca adelante hasta tres nidadas. Ponen entre tres y seis huevos, normalmente cuatro. La incubación dura entre quince y diecisiete días, los pollos comienzan a volar tras 18 días en nido, y a los 35 días de edad ya son independientes.